# Benedikt v Slovenskih goricah
Benedikt v Slovenskih goricah je naselje u Sloveniji, središte Općine Benedikt. Benedikt v Slovenskih goricah se nalazi u pokrajini Štajerskoj i statističkoj regiji Podravskoj. 

## Stanovništvo
Prema popisu stanovništva iz 2002. godine naselje je imalo 693 stanovnika.